# 皆伐

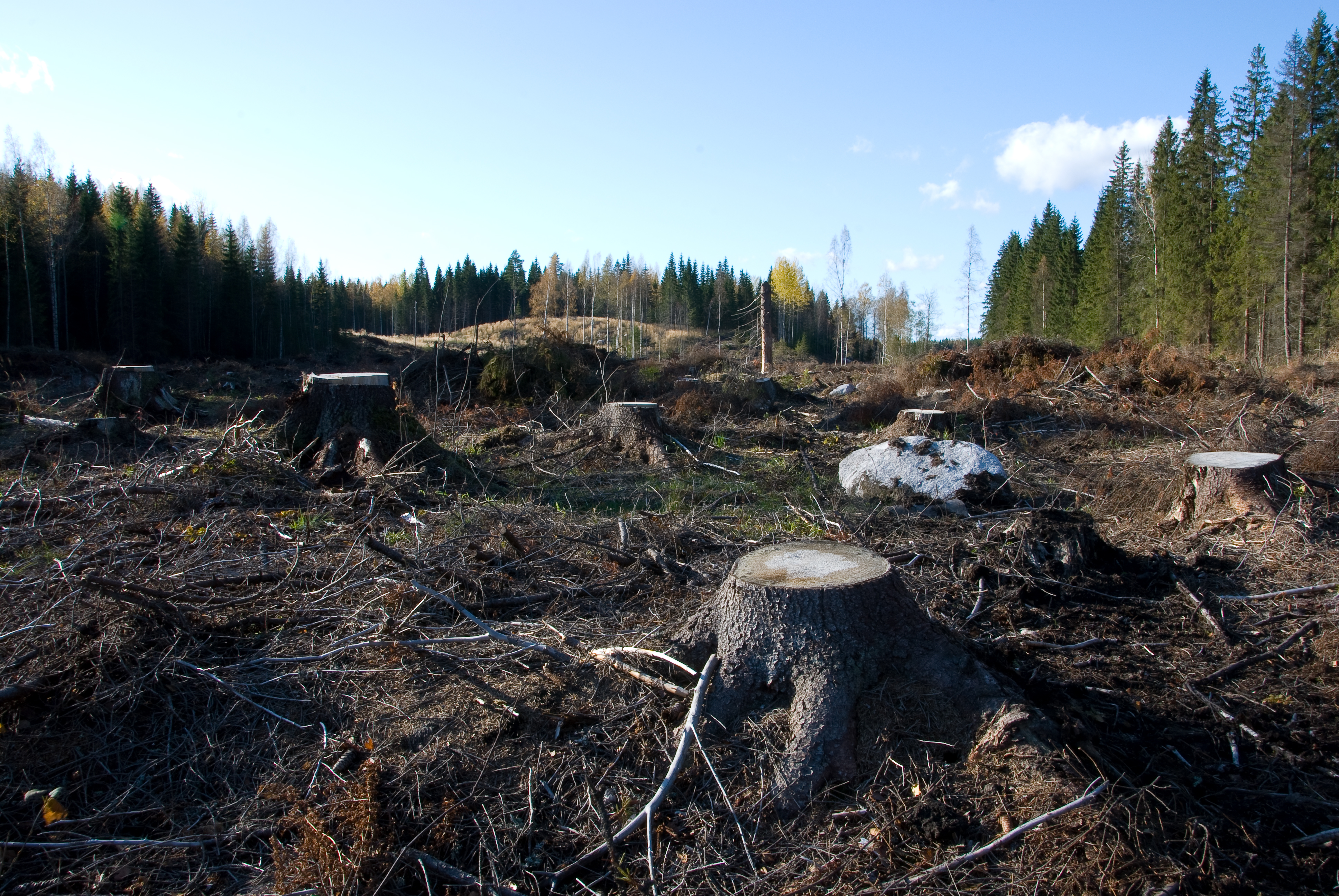
南フィンランドでの皆伐例

皆伐（かいばつ）とは、対象となる森林の区画にある樹木を全て伐採すること。伐採区画の一辺が上木の樹高の2倍以上の長さの場合が皆伐にあたり、林業における伐採（ばっさい）の方法のひとつ。

## 種類
皆伐にはいくつかのやり方があるが、一般的な方法は以下の通りである。
スタンダード（全）皆伐商業的に価値のある木かそうでない木かに関わらず全ての木を除去する。林冠は全く残らない。
パッチ（区画）皆伐限られた区画内のみの木を除去する。
ストリップ（線）皆伐列（線）に沿って木を除去する方法。風の被害をさけるために防風林として木を残すのが理由である。
一部を残して皆伐ほとんど全ての木を伐採するが、理由があって何本か残す方法。例えば動物のための枝株としての役割など（これは採取木法と間違えられやすい）
皆伐は択伐（たくばつ）とよばれる一部を抜き伐りする（例えば、商業的に価値のある木だけを選択／選抜して切り、その他の木々には手をつけないようにする）方法と対極にある。皆伐により、森の種の生存／保存に適した環境が低減され、木々がよく育つ健康な森林の環境を持続できない地力減退の恐れがある。ただし皆伐は薪炭林作業とは異なり、苗木などの再生は促す事となっている。
(粗放的)焼畑農業一定の土地で循環的に行われてきた伝統的焼き畑農業と異なり目的にて粗放的に森林の樹木を焼き、畑を作り、農地に変える方法 。主に熱帯から温帯の地域にかけての人口の過密した発展途上国で普及している。焼畑農業は区粗放的画内の全ての森林に火をつけて根こそぎ開拓するので、森林破壊、熱帯雨林の減少の原因となっている。
- 二度と再生させることができない原生林や針葉樹林の純林（タイガ）(boreal forest) が減少している一因になっているという意見も多い。

林業では、収穫の目標とした年月が来たときに皆伐し、そのあとに新しい苗木の植林（再造林）が行われる。

## 問題点
一辺が「樹高の2倍の長さ」以上の広さを伐採すると、微気象的に森林生態系に変化が起きるとみなされる。
皆伐が行われると、広い面積の地表を一度に直射日光へさらすことなり、環境の変化が非常に大きく、生物相全体へ大きな攪乱を与えてしまう。また、広面積にわたって樹木を切り株だけにした場合、それらが次第に腐敗すると土壌を確保する能力を失い、一定期間後の土壌流出や崩壊、山崩れや土石流の危険を作るとも言われる。
多数の国における林業を営む会社や森林組合にとって「合理的で安全」との理由で皆伐はいまだに施行されているが、「いわば森林破壊と同義語であり、森林破壊・生物生態系破壊をもたらし、地球温暖化の一因となっている」といった、非難する声があがっている。